# Puente Nacional (Santander)
Puente Nacional, también llamado Puente Real de Vélez, es un municipio del departamento colombiano de Santander. Llamado Cuna de la Guabina santandereana, el municipio está bordeado por el Río Suárez y su clima es templado con una temperatura media de 19 °C. Tiene como soporte económico el cultivo de café, cítricos, y gran variedad de otras frutas y hortalizas. También la industria del bocadillo, y la carne, gracias a su variedad de ambientes climáticos.
Las casas y calles de Puente Nacional tienen una tonalidad clara y apacible, que acompaña la tranquilidad que se vive en el casco urbano. Las paredes están pintadas de colores suaves, como el blanco y el rosado. Puente Nacional tiene el recuerdo material de la estación ferroviaria de la capilla y Providencia, que han dejado, en sus años de funcionamiento, construcciones arquitectónicas en todo el municipio.

## Límites del municipio
Puente Nacional se ubica al Sur del departamento de Santander. La Cabecera dista a 219 km, de la Capital Bucaramanga y 157 km de Bogotá. Pertenece a la provincia de Vélez cuya capital es el Municipio de Vélez. La cabecera municipal está situada a 1625 metros sobre el nivel del mar, tiene una Temperatura media de 19 Grados Celsius, Hidrográficamente el municipio se localiza sobre la Cuenca del Río Suárez.
Al Norte con Guavatá y Barbosa.

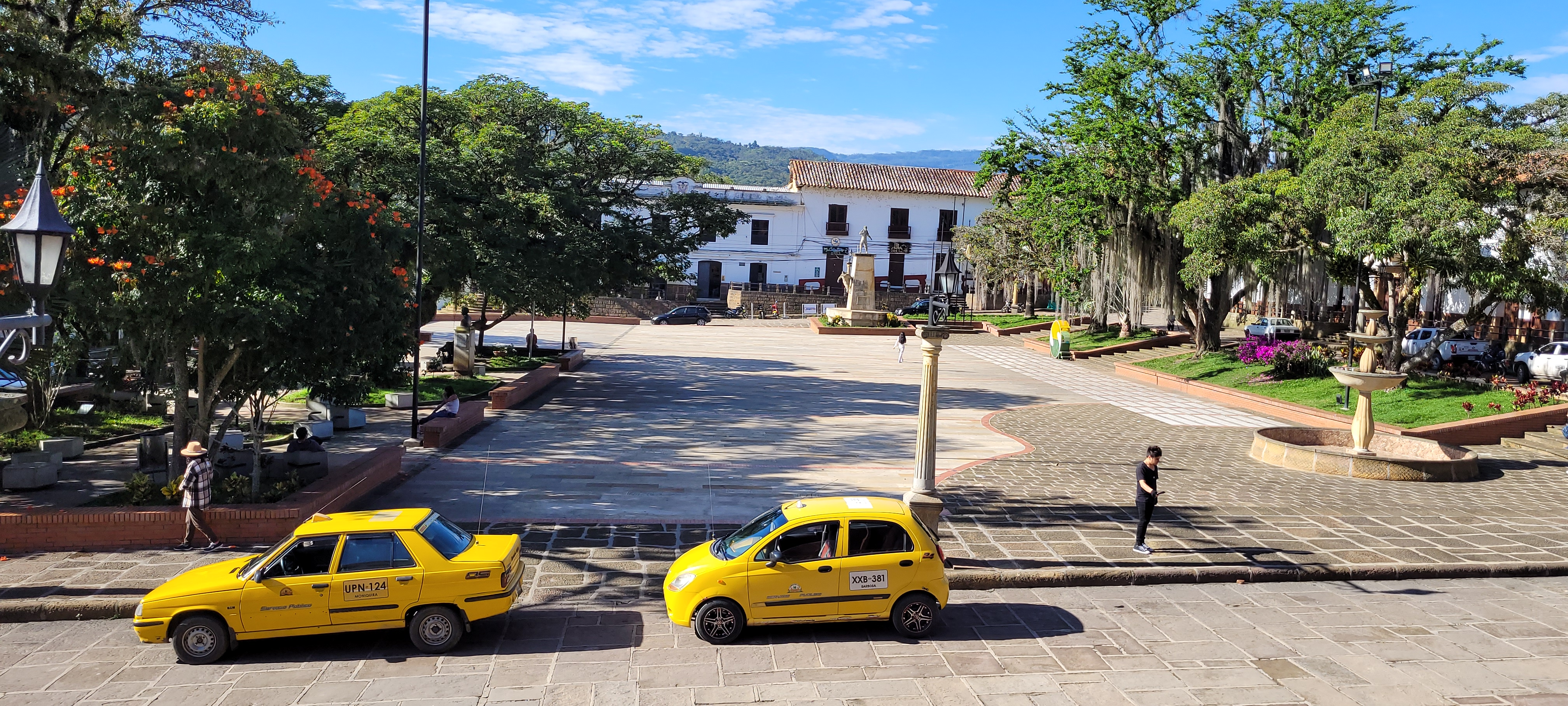
Parque Lelio Olarte de Puente Nacional en 2023.

Al Oriente con Moniquirá y Santa Sofía Boyacá.
Al Sur con Saboyá Boyacá.
Al Occidente Albania y Jesús María.

## Vías de acceso
La carretera nacional 45A que se desvía por Barbosa y llega a Puente Nacional, sigue hacia Chiquinquirá, Ubaté, Zipaquirá y Bogotá. Su trazado bordea el cañón del río Suárez. desde Bogotá, tomando por la carretera central del norte, se pasa por Zipaquirá, Ubaté y Chiquinquirá transitados 170 kilómetros en tres horas a paso seguro, se llega a Puente Nacional.

## División Político-Administrativa
Además de su Cabecera municipal. Puente Nacional tiene bajo su jurisdicción los siguientes Centros poblados:
- Capilla
- Peña Blanca
- Providencia
- Quebrada Negra

## Historia
Puente Nacional fue fundado el 8 de febrero de 1556 por Andrés Díaz Venero de Leyva y durante mucho tiempo su nombre fue Puente Real de Vélez, antes Sorocotá y posteriormente Puente Real, actualmente lleva por nombre Puente Nacional.
A las cinco de la mañana del 18 de abril de 1781 salió de Santa Fe el Oidor don José Osorio, con cincuenta alabarderos, cien fusiles, ocho mil pesos y dos mil tiros en cumplimiento de una misión de carácter especialísimo: detener el avance desbordante de los comuneros sobre la capital. Osorio marchaba confiado en el éxito de la campaña porque había nombrado comandante de tropa a Francisco Ponce, un hombre que según sus propias apreciaciones era el más valiente y audaz capitán que en esos contornos pudiera conseguirse.
El 22 por la noche llegaron a Puente Real de Vélez pero las noticias no eran muy alentadoras porque los rebeldes avanzaban incontenibles sobre esa población; de inmediato se intentó organizar la resistencia pero resultó difícil porque el ambiente era de franco apoyo a los alzados. La principal carta de triunfo era el comandante Ponce, salió a los pueblos vecinos en busca de refuerzo pero solo regresó con 46 hombres que resultaron revolucionarios
Los comuneros de la región apoyados con antorchas rodearon a las tropas españolas y pidieron su rendición, a lo que aquellas tropas viéndose acorraladas no tuvieron más remedio que hacerlo, allí se llevó a cabo la que se conoce como la primera victoria comunera, la cual se logró sin disparar ni una sola bala.
Muy temprano el 7 de mayo el Oidor que estaba oyendo misa fue llamado de urgencia porque los comuneros habían llegado y estaban sitiando el poblado; encabezados por el párroco los notables del lugar organizaron embajadas, intentaron negociaciones y cualquier tipo de acuerdo pero todo fue inútil, de tal manera que no quedaba más remedio que combatir y vender caras sus vidas; pero se presentó un inesperado problema; las tropas estaban desorganizadas porque el valeroso comandante Francisco Ponce había desaparecido y en semejante emergencia no fue posible hallarlo en parte alguna. Se supo después que Ponce ayudado por el Sacristán permaneció oculto todo el día en un nicho de la Virgen del Carmen (quiso esconderse en el Sagrario pero obviamente no cupo ni su colaborador se lo permitió), a la madrugada del día siguiente disfrazado con un viejo hábito de Franciscano logró huir y en sólo dos días llegó a la capital.
Los comuneros, cuya única exigencia antes de tomarse el pueblo, fue la que el párroco consumiera las hostias consagradas para evitar profanaciones, durante la acción, entraron victoriosos a Puente Real de Vélez, conocido hoy como Puente Nacional.
Fue fundado por Andrés Díaz Venero de Leyva en 1556. En 1730 fue erigida en parroquia y se afirma que la primera iglesia fue construida exactamente donde se encontraba la residencia del cacique de los Sorogotas tribu que poblaba esa región.
En esta localidad nació Eloisa Uscátegui mártir de la independencia junto con la heroína de Pinchote y Coromoro. Otro personaje destacado es don Nepomuceno Azuero, pero el más sobresaliente de todos es, indudablemente el maestro Lelio Olarte, nacido en 1882 y uno de los más sólidos pilares de la música nacional. El folclor con su música del alma, sus coplas y sus leyendas, alcanza en Puente Nacional, como en toda la región de Vélez, su más dilatada y auténtica expresión.
- El acto de la victoria comunera se conmemora anualmente encabezado por el Instituto Técnico del municipio y acompañado por las demás instituciones educativas, en el que se realiza un desfile con trapiche típicos de la época, además de muchas otras representaciones teatrales entre ellas la muerte de José Antonio Galán.

## Economía
Es importante señalar la construcción de la vía a Chiquinquirá como factor potenciador de la dinámica de atracción poblacional de allí, y proveniente de Jesús María y Florían. Chiquinquirá es también polo de atracción de Boyacá en virtud de haber quedado conectada al corredor turístico de ese departamento, del cual depende su dinámica estacional en temporadas semestrales.
Aunque la aptitud del suelo de la subregión es de conservación en la mayor parte del municipio, se presenta una desarticulación por la presencia de actividades pecuarias que han incidido en la ampliación de la frontera agrícola para potrerización del territorio, siendo una de las zonas de mayor actividad agropecuaria destacándose la introducción de la piscicultura como una actividad en pequeña escala que tiende a generalizarse en toda la región. Los usos del suelo inventariados indican grosso modo: uso agrícola el 20%, ganadería el 40%, uso forestal el 10%, rastrojos en un 30%.
Su comercio se desarrolla principalmente alrededor del parque central, sobre el eje vial de la carrera sexta y en los alrededores de la casa de mercado.
Está caracterizado por ser un comercio de escala menor, tipo tienda de vecindario, ventas al detal, cacharrería, droguería, papelería, ferretería, almacenes menores de abarrotes, etcétera. Aun así, genera flujos considerables de personas y vehículos alrededor del mismo.
No hay tampoco sectores especializados en el comercio de algún tipo de producto en volúmenes mayores, lo que en cierta forma ha permitido que la actividad comercial se desarrolle en forma paralela y compatible con la vivienda o el uso residencial.
En las cabeceras de estos municipios se tiene presencia de pequeñas famiempresas de transformación agroindustrial y en la elaboración de conservas y dulces con base en la guayaba y otras frutas; productos que surten los mercados de Bogotá y Boyacá y una mínima parte llega a los mercados de Socorro, San Gíl y Bucaramanga. De la misma manera es una región potencialmente rica alrededor de elementos de ecoturismo y folclor expresados en torbellinos, guabinas, requintos y tiples.
La vocación primordial de la subregión es agropecuaria, encontrándose que el total del área sembrada se dedica a cultivos de caña panelera, maíz, café, plátano, mora, cacao, guayaba, fríjol, yuca y Papa, de lo cual se observa que Puente Nacional tiene el 52.88 % del total del área sembrada de la subregión.
Lo anterior y sumado el epicentro subregional, hace que este Municipio sea el principal potenciador del comercio diversificado en productos agrícolas, paralelamente que se ha posicionado como un agente prestador de servicios en educación y salud para el área de influencia subregional; además que se observa un aumento sobre su potencial turístico por poseer 5 estaciones ferroviarias, entre otros de los sitios de interés histórico y arquitectónico, las cuales se presentan para su restauración como una de las estrategias de desarrollo territorial.

### Ganadería
La ganadería ocupa el 40 por ciento de la actividad económica de los pobladores de las zonas rurales, por lo tanto, es un sistema económico muy fuerte dentro del municipio y que se ha venido explotando de manera sustanciosa, por tal motivo, la alcaldía municipal ha empezado a realizar campañas para el mejoramiento de esta actividad y con el fin, además, de evitar la erosión y el agotamiento de los suelos.
Las veredas donde se cuenta con mayor capacidad para la ganadería son Páramo, Montes y Alto San Dimas, por tener el 32 por ciento de su tierra solo para pastoreo, y se añade, en igual proporción, pero en disminución por sus suelos que están en riesgo de deslizamiento, Alto Cantano, Bajo San Dimas, Culebrilla, Petaqueros y Río Suárez. El pastoreo en comparación con todo el territorio del municipio es del 1. 56 por ciento, lo que equivale a un desnivel en cuanto al 40 por ciento de producción ganadera, lo que indica que el municipio produce ganado sin ningún sistema tecnificado de mejoramiento, solo a nivel local y de manera particular.

### Agricultura
La producción agrícola ocupa el 20 por ciento de la actividad económica de los habitantes de Puente Nacional. Sin embargo esta actividad es de tipo minifundista y el cultivo se hace de manera tradicional, sin implementación de nuevas formas y técnicas favorables para un uso renovable del suelo. La producción agrícola se encuentra dividida en dos clases por la altitud del municipio. Por una parte está la zona baja en las veredas Bajo Semisa, Culebrilla, Medios, Popoa Norte, Popoita y Resguardo, donde se cultiva café, caña panelera y yuca. Y por otra parte, está la zona alta en las veredas Páramo y Alto San Dimas, por su altitud de más de 2300 m s. n. m. Allí se cultiva papa y curuba.
El municipio es fuerte en la producción de la yuca, la papa y la guayaba. Este último es famoso en la región veleña por ser esta la mayor productora de Bocadillo de la nación; además, están destinadas en Puente Nacional para su cultivo aproximadamente 972 hectáreas, pero algunas de ellas se dan en forma silvestre. Aunque Puente Nacional no se reconoce individualmente como productor mayoritario de guayaba o bocadillo, aporta el 35 por ciento de la producción a nivel de la provincia de Vélez. Otros cultivos que le generan grandes ingresos son la caña de azúcar, que ocupa el 9.1 por ciento la tierra cultivada; luego sigue el maíz con el 7.1 por ciento; la yuca con el 5.5 por ciento; la papa con el 4.2 por ciento; el café con 3.8 por ciento; el plátano con el 2.8 por ciento; los cítricos, como la naranja y el limón, con el 2.6 por ciento; el fríjol con el 1.7 por ciento; la curuba con el 0.28 por ciento. Esto equivale a un 37.08 por ciento del suelo puentano destinado para la agricultura.
Un dato curioso es que a pesar de tener una producción de café tan baja, Puente Nacional es el principal productor de café de la provincia de Vélez, así como también lo es en cuanto a la curuba y la mora. En cuanto al maíz, aporta el 8 por ciento de la producción total de la región, además, es el segundo mayor productor de papa y el tercero en yuca.

## Geografía

### Ecología
Puente Nacional cuenta con los siguientes Tipos de Bosques: Bosque Primario, Bosques secundarios, Bosque Secundario con Rastrojo, Bosque Secundario con rastrojo y pastos naturales. Estos se encuentran ubicados según las cuencas así:
CUENCA	TIPO DE BOSQUE	AREA (Ha)
Agua Blanca	Bosque Primario	134.66
Castillos	Bosque Primario	74.77
Otero	Bosque Primario	74.84
Cantana	Bosque Secundario	0.25
Suárez Bajo	Bosque Secundario	32.51
Castillos	Bosque Secundario	122.6
Los limos	Bosque Secundario con Rastrojos	32.82
Suárez Alto	Bosque Secundario con Rastrojos	17.85
La sorda	Bosque Secundario con Rastrojos con pastos naturales	714.58
Suárez Bajo	Bosque Secundario con Rastrojos con pastos naturales	21.98
Suárez Medio	Bosque Secundario con Rastrojos con pastos naturales	217.5

### Clima
Con temperatura templada y un clima que oscila entre los 17 y los 25 grados Celsius durante el año, Puente Nacional se convierte en un sitio turístico, ideal para visitar, por su frescura y su belleza natural. Por el casco urbano es constante sentir la brisa cálida que recorre el municipio durante el día y en la noche se siente un frío acogedor. En noviembre y diciembre la lluvia es moderada y esto ocasiona que disminuya la temperatura hasta casi 15 grados Celsius; en épocas de verano, de enero a junio, la temperatura es cálida, sin embargo no supera los 25 grados Celsius. y por esoPuente Nacional tiene un clima oceánico, es el que se genera a propósito de la influencia de los vientos marinos, siendo una variante del clima templado. En las zonas de clima oceánico los inviernos son suaves o fríos y los veranos frescos, 
La temperatura media en Puente Nacional es 21° Durante el transcurso del año, la temperatura generalmente varía de 12 °C a 24 °C 
El mes más cálido del año en Puente Nacional es mayo, con una temperatura máxima de 24 °C y mínima de 15 °C.
La precipitación media es 2289 mm, La lluvia cae sobre todos los meses del año. No llueve durante 32 días por año, 
La temporada más lluviosa dura 8,7 meses, del 15 de marzo a 6 de diciembre
El mes con más días mojados en Puente Nacional es octubre, con un promedio de 23,7 días con por lo menos 1 milímetro de precipitación.
```
la humedad media es del 84% y el Índice UV es 5.
```

El nivel de humedad percibido en Puente Nacional, medido por el porcentaje de tiempo en el cual el nivel de comodidad de humedad es bochornoso, opresivo o insoportable, no varía considerablemente durante el año, y permanece prácticamente constante en 0 %.
Nubes nublado durante todo el año. 
En Puente Nacional, el promedio del porcentaje del cielo cubierto con nubes varía poco en el transcurso del año.
El mes más despejado del año en Puente Nacional es julio, durante el cual en promedio el cielo está despejado, mayormente despejado o parcialmente nublado el 22 % del tiempo.
El mes más nublado del año en Puente Nacional es abril, durante el cual en promedio el cielo está nublado o mayormente nublado el 93 % del tiempo
Viento
La velocidad promedio del viento por hora en Puente Nacional no varía considerablemente durante el año permanece en un margen de más o menos 0,6 kilómetros por hora de 3,9 kilómetros por hora.
La dirección predominante promedio por hora del viento en Puente Nacional varía durante el año.
Presión atmosférica
La presión atmosférica será media con una presión media de 1014hPa.
Altitud: 1 700 metros de altitud m+
Latitud: Latitud: 5.883 Longitud: -73.683 Latitud: 5°52′59″ N Longitud: 73°40′59″ O

## Patrimonio
Puente Nacional es en fundamento un municipio histórico, uno de sus mayores atractivos es la iglesia de Santa Bárbara y el parque Lelio Olarte, este último construido en estilo colonial, al igual que las casas que lo rodean, sus calles empedradas y su ambiente tranquilo lo hacen un lugar propicio para el descanso y la relajación.
En Puente Nacional se celebra anualmente el 8 de mayo la primera victoria comunera 
, que dio inicio a la revolución, la misma que propició la independencia del país. Esta celebración incluye la recreación de la economía del siglo XVIII en la región, una cabalgata en la que participan generalmente no menos de 7000 caballistas, se celebra la misa en latín, se hace lectura del decreto que desató la revolución comunera, y se realizan actos culturales dando a conocer la vida en equellos tiempos mostrando los procesos de fabricación artesanel del aguardiente, la panela, el bocadillo, el fique tejido a mano y un sinnúmero de procesos de manufactura que atraen gran cantidad de turistas cada año.

### Patrimonio Musical
Cada vez que en Colombia se habla de Guabina, por obligación se tiene que mencionar a Lelio Olarte y la guabina santandereana. Puente Nacional es cuna de la guabina y semilla que germina en el corazón de los aficionados a la música colombiana. Lelio Olarte fue un compositor que nació en estas tierras en el año de 1885; era una persona muy aficionada a la música veleña, que era cantada por los labradores y campesinos de la región. En 1916, luego de realizar sus estudios de música, regresó al municipio y en un momento de inspiración compuso la Guabina N.º 1, en 1918 la Guabina N.º 2 y en 1922 la Guabina N.º 3. Ese ritmo significó para el país el fenómeno musical más representativo de la población campesina colombiana y sería la Guabina N.º 2 la que tuvo más popularidad entre las demás. Por este hecho, Puente Nacional conserva, debido a sus raíces, la sangre musical que corre por la venas de los puentanos. Hoy en día se sigue preservando ese encanto musical en los concursos que se realizan en las ferias y fiestas del municipio y en la dedicación de sus hijos por mantener ese legado.

## Ferias y fiestas

### Feria agropecuaria
Se exhiben los mejores ejemplares del municipio
la mejor vaca lechera, los mejores toros, exposición equina, corrida de toros

### Festival Nacional del Torbellino y El Requinto
Se hace el reinado del torbellino, se hace la presentación de diferentes intérpretes que vienen de diferente partes del país

### Desfile de Andas y Comparsas
es el evento central de las festividades, consiste en una muestra cultural de trajes típicos, música autóctona y andas o literas en las que se montan representaciones artesanales del tema que se escoge anticipadamente, que van desde trajes, comidas, aves, mamíferos, medio ambiente o históricos, etc. se hace un desfile recorriendo las principales vías del municipio y terminando en el parque principal, se premia la originalidad, el uso de elementos de la región y en esencia lo estético de la "anda"

## Servicios

### Educativo
Puente Nacional cuenta con cinco colegios, la escuela normal superior Antonia Santos, el Instituto Técnico Industrial Francisco de Paula Santander, el colegio técnico Aurelio Martínez Mutis, el colegio Delicias y el colegio Peña Blanca. Los cinco colegios son hoy en día mixtos y de educación secundaria, cada uno con una gran población estudiantil, además el municipio cuenta con una gran cantidad de escuelas e instituciones de educación básica primaria.
- Normal superior «Antonia Santos»: cuenta con un campus amplio donde tienen piscina, coliseo, teatro, cancha de fútbol, grandes aulas. Posee también laboratoria de química, física, informática, biblioteca, gimnasio, capilla y muchos sitios de interés como el mariposario, los lagos y grandes prados.
- Instituto Técnico Industrial «Francisco de Paula Santander»: tiene 8 talleres a saber: mecánica industrial, electricidad y electrónica, mecánica automotriz, metalistería, artes gráficas, fundición, modelería y dibujo técnico.
- Colegio Técnico «Aurelio Martínez Mutis».
- Colegio "Delicias"
- Colegio "Peña Blanca"